# Džepčište
Džepčište (in macedone Џепчиште, in albanese Xhepçisht o Gjepçisht) è stato un comune macedone, nel nord-ovest del paese, al confine con il Kosovo; è attualmente un villaggio nella municipalità di Tetovo.

## Storia
Comune indipendente fino al 2004, a partire da tale anno è stato incorporato nel comune di Tetovo. Conta oltre 8 000 abitanti di cui circa 4700 di etnia albanese.

## Sport

### Calcio
La locale squadra di calcio, il Fudbalski Klub Renova Džepčište, milita nella massima serie macedone, avendolo vinto nel 2010.